# Saison 2008 des Yankees de New York
La Saison 2008 des Yankees de New York est la 108e saison de cette franchise de baseball. Il s'agit de la dernière saison disputée par les Yankees au mythique Yankee Stadium.

## La saison régulière

### Classement
| Ligue américaine (Division Est) | V  | D  | %     | GB   |
| ------------------------------- | -- | -- | ----- | ---- |
| Rays de Tampa Bay               | 97 | 65 | 0.599 | --   |
| Red Sox de Boston               | 95 | 67 | 0.586 | 2.0  |
| Yankees de New York             | 89 | 73 | 0.549 | 8.0  |
| Blue Jays de Toronto            | 86 | 76 | 0.531 | 11.0 |
| Orioles de Baltimore            | 68 | 93 | 0.422 | 28.5 |

## Statistiques individuelles

### Batteurs
Note: J = Matches joués; V = Victoires; D = Défaites; AB = Passage au bâton; H = Hits; Avg. = Moyenne au bâton; HR = Cop de circuit; RBI = Point produit
| Joueur | J | AB | H | Avg. | HR | RBI |
| ------ | - | -- | - | ---- | -- | --- |

### Lanceurs partants
| Joueur | J | IP | V | D | ERA | SO |
| ------ | - | -- | - | - | --- | -- |

### Lanceurs de Relève
| Joueur | J | V | D | SV | ERA | SO |
| ------ | - | - | - | -- | --- | -- |